# Nienawiszcz Duża
Nienawiszcz Duża (także: Jezioro Nienawiskie) – jezioro na Pojezierzu Gnieźnieńskim, położone w województwie wielkopolskim, w powiecie obornickim, na terenie gminy Rogoźno.

## Charakterystyka
Od południa akwen sąsiaduje z granicą powiatu poznańskiego. We wsi Nienawiszcz znajdują się kąpieliska.
Od północy akwen sąsiaduje z jeziorem Nienawiszcz Mała (6,21 ha).

## Przyroda
W akwenie występują następujące ryby: sum, węgorz, szczupak, karp, jaź, kleń, okoń, wzdręga, amur, sandacz, lin, leszcz, płoć i pstrąg. Odbywają się tu liczne zawody wędkarskie. Obowiązuje zakaz połowu ryb z łodzi.

## Dane morfometryczne
Powierzchnia wynosi 29,65 ha. Głębokość maksymalna to 8,8 m.